# トーゴ (エレメカ・コースターメーカー)
株式会社トーゴは、かつて存在した日本のエレメカ・コースターメーカーである。

## 沿革
山田貞一が1935年（昭和10年）1935年4月に東洋娯楽機として創業する。のちに業務用遊具機器（エレメカ）を製作した。
1947年（昭和22年）浅草花やしきに経営参加して共同経営者となり、2年後の1949年（昭和24年）より運営権を所有し、単独経営に切り替える。浅草花やしきは経営参加前には存続の危機にあり、東洋娯楽機は「救世主」となった。単独経営となった年に、法人設立している。また一時期トーゴ社長の娘が同園の園長を務めた。
遊戯機製造の面では、1953年には遊園地・浅草花やしきに国産初のローラーコースターを納入したことをきっかけにコースターメーカーとして躍進し、傑出した製品を提供した。もぐらたたきもトーゴの製品で一時は海外にまでマーケットを広げた。ラスベガスにもコースターを納品した。
1984年10月創業50周年の節目として社名を東洋娯楽機製作所時代の略称だった東娯から取って「株式会社トーゴ」に変更する。
一時はアメリカ合衆国やソビエト連邦、中華人民共和国、キューバなどにも進出し、日本全国に営業所37か所・工場２か所・社員400人・売上げ100億円の業界最大手であった。しかし遊園地の来客減などによって売上が減少し、2004年（平成16年）1月19日に債権者の整理回収機構が会社更生法の手続きを申請して事実上倒産した。負債額は82億円。経営破綻後、花やしきの運営権はバンプレスト→バンダイナムコアミューズメントの子会社・株式会社花やしきに譲渡された。

## 機種

### トーゴのローラーコースター
| 名称                                                                           | 遊園地                                         | 国             | 開業       | 状態     | 引用   |
| ------------------------------------------------------------------------------ | ---------------------------------------------- | -------------- | ---------- | -------- | ------ |
| スタンディングコースター（'84小樽博覧会から移設）                              | ルスツリゾート                                 | 日本           | 1985       | 営業中   | [ 4 ]  |
| ウルトラツイスター（世界・食の祭典から移設）                                   | ルスツリゾート                                 | 日本           | 1989       | 営業中   | [ 5 ]  |
| ゴーゴースニーカー（近鉄あやめ池遊園地から移設）                               | ルスツリゾート                                 | 日本           | 2005       | 営業中   | [ 6 ]  |
| スタンディングコースター                                                       | '84小樽博覧会（開催終了）                      | 日本           | 1984       | 営業終了 | [ 7 ]  |
| ループ＆コーク（中島公園からの移設）                                           | 円山子供の国キッドランド（閉園）               | 日本           | 1995       | 営業終了 | [ 8 ]  |
| ボブスター                                                                     | 中島公園                                       | 日本           | 1974       | 営業終了 | [ 9 ]  |
| ループ＆コーク                                                                 | 中島公園                                       | 日本           | 1982/4/29  | 営業終了 | [ 10 ] |
| ウルトラツイスター                                                             | 世界・食の祭典（開催終了）                     | 日本           | 1988/6/3   | 営業終了 | [ 11 ] |
| クレイジーマウス                                                               | 北見ファミリーランド                           | 日本           | 1990       | 営業中   | [ 12 ] |
| スタージェット                                                                 | 国際科学技術博覧会（開催終了）                 | 日本           | 1985       | 営業終了 | [ 13 ] |
| クレイジーマウス                                                               | 東武動物公園                                   | 日本           | 1981/4/29  | 営業終了 | [ 14 ] |
| ループ・スクリューコースター                                                   | 西武園ゆうえんち                               | 日本           | 1986/3/28  | 営業終了 | [ 15 ] |
| ローラーコースター                                                             | 浅草花やしき                                   | 日本           | 1953       | 営業中   | [ 16 ] |
| サイクロン                                                                     | としまえん（閉園）                             | 日本           | 1965/8/5   | 営業終了 | [ 17 ] |
| 2WAYコースター                                                                 | 東京ドームシティアトラクションズ               | 日本           | 1968       | 営業終了 | [ 18 ] |
| ジオパニック                                                                   | 東京ドームシティアトラクションズ               | 日本           | 1992/7/1   | 営業終了 | [ 19 ] |
| ウルトラツイスター                                                             | 東京ドームシティアトラクションズ               | 日本           | 1986/12/20 | 営業終了 | [ 20 ] |
| ラッシングカー                                                                 | 東京サマーランド                               | 日本           | 不明       | 営業終了 | [ 21 ] |
| ダイビングコースター                                                           | 東京サマーランド                               | 日本           | 不明       | 営業終了 | [ 22 ] |
| バンデット                                                                     | よみうりランド                                 | 日本           | 1988/3/25  | 営業中   | [ 23 ] |
| ホワイトキャニオン                                                             | よみうりランド                                 | 日本           | 1994/4/9   | 営業終了 | [ 24 ] |
| ループコースターMOMOnGA                                                        | よみうりランド                                 | 日本           | 1979/5/3   | 営業終了 | [ 25 ] |
| SLコースター                                                                   | よみうりランド                                 | 日本           | 1988/4/6   | 営業終了 | [ 26 ] |
| フランダーのフライングフィッシュコースター                                     | 東京ディズニーシー                             | 日本           | 2001/9/4   | 営業中   | [ 27 ] |
| サーフコースター リヴァイアサン                                                | 横浜・八景島シーパラダイス                     | 日本           | 1993/5/8   | 営業中   | [ 28 ] |
| ディオス                                                                       | 向ヶ丘遊園（閉園）                             | 日本           | 1992/7/15  | 営業終了 | [ 29 ] |
| アドベンチャーコースター                                                       | 向ヶ丘遊園（閉園）                             | 日本           | 1985/4/28  | 営業終了 | [ 30 ] |
| キディシャトル                                                                 | 向ヶ丘遊園（閉園）                             | 日本           | 1998       | 営業終了 | [ 31 ] |
| ボブスター                                                                     | 向ヶ丘遊園（閉園）                             | 日本           | 1975       | 営業終了 | [ 32 ] |
| ラッシングカー                                                                 | 向ヶ丘遊園（閉園）                             | 日本           | 不明       | 営業終了 | [ 33 ] |
| ラッシングカー                                                                 | テングランド（閉園）                           | 日本           | 不明       | 営業終了 | [ 34 ] |
| キング・オブ・コースターFUJIYAMA                                               | 富士急ハイランド                               | 日本           | 1996/7/17  | 営業中   | [ 35 ] |
| ゾーラ7                                                                        | 富士急ハイランド                               | 日本           | 1988/7/31  | 営業終了 | [ 36 ] |
| ボブスター（中島公園からの移設）                                               | 白樺リゾート池の平ファミリーランド             | 日本           | 1982/3/30  | 営業終了 | [ 37 ] |
| メガコースター四次元                                                           | 浜名湖パルパル                                 | 日本           | 1997/7/19  | 営業中   | [ 38 ] |
| ダンガイ                                                                       | 小田急御殿場ファミリーランド（閉園）           | 日本           | 1989/7/17  | 営業終了 | [ 39 ] |
| メリードルフィン                                                               | 小田急御殿場ファミリーランド（閉園）           | 日本           | 1979/4/29  | 営業終了 | [ 40 ] |
| キディシャトル                                                                 | 小田急御殿場ファミリーランド（閉園）           | 日本           | 1998/3     | 営業終了 | [ 41 ] |
| ウルトラツイスター                                                             | ナガシマスパーランド                           | 日本           | 1989/8/1   | 営業中   | [ 42 ] |
| トルネイダー                                                                   | 近鉄あやめ池遊園地（閉園）                     | 日本           | 1981/3/19  | 営業終了 | [ 43 ] |
| ゴーゴースニーカー                                                             | 近鉄あやめ池遊園地（閉園）                     | 日本           | 不明       | 営業終了 | [ 44 ] |
| ウルトラツイスター                                                             | 生駒山上遊園地                                 | 日本           | 不明       | 営業終了 | [ 45 ] |
| 風神雷神                                                                       | 国際花と緑の博覧会（開催終了）                 | 日本           | 1990/4/1   | 営業終了 | [ 46 ] |
| 風神雷神II                                                                     | エキスポランド（閉園）                         | 日本           | 1992/3/20  | 営業終了 | [ 47 ] |
| ベガス・パニック                                                               | ファンタジードーム岸和田（閉園）               | 日本           | 1994       | 営業終了 | [ 48 ] |
| ハリケーン（近鉄あやめ池遊園地から移設）                                       | 姫路セントラルパーク                           | 日本           | 2007       | 営業中   | [ 49 ] |
| バックナンジャー/スタンディングコースター（国際科学技術博覧会からの移設）      | 鷲羽山ハイランド                               | 日本           | 1986       | 営業中   | [ 50 ] |
| ウルトラツイスター                                                             | 鷲羽山ハイランド                               | 日本           | 1991/7/19  | 営業中   | [ 51 ] |
| クリッパー                                                                     | スペースワールド（閉園）                       | 日本           | 1995       | 営業終了 | [ 52 ] |
| ミルキーウェイ（国際花と緑の博覧会からの移設）                                 | グリーンランド                                 | 日本           | 1991       | 営業中   | [ 53 ] |
| ウルトラツイスターメガトン                                                     | グリーンランド                                 | 日本           | 1994/3/19  | 営業中   | [ 54 ] |
| クレイジーマウス                                                               | ジャングルパーク遊園地                         | 日本           | 不明       | 営業終了 | [ 55 ] |
| ジェットコースター                                                             | ジャングルパーク遊園地                         | 日本           | 不明       | 営業終了 | [ 56 ] |
| ローラーコースター                                                             | 北京遊楽園                                     | 中国           | 1987       | 営業終了 | [ 57 ] |
| ビッグアップル・コースター                                                     | ニューヨーク・ニューヨーク                     | アメリカ合衆国 | 1997       | 営業中   | [ 58 ] |
| ウインジャマー・サーフレーサーズ                                               | ナッツベリーファーム                           | アメリカ合衆国 | 1997       | 営業終了 | [ 59 ] |
| バイパー                                                                       | シックス・フラッグス・グレート・アドベンチャー | アメリカ合衆国 | 1995       | 営業終了 | [ 60 ] |
| ウルトラツイスター                                                             | シックス・フラッグス・グレート・アドベンチャー | アメリカ合衆国 | 1986       | 営業終了 | [ 61 ] |
| ウルトラツイスター（シックス・フラッグス・グレート・アドベンチャーからの移設） | シックス・フラッグス・アストロワールド         | アメリカ合衆国 | 1990       | 営業終了 | [ 62 ] |
| キングコブラ                                                                   | キングスアイランド                             | アメリカ合衆国 | 1984       | 営業終了 | [ 63 ] |
| ショックウェーブ                                                               | キングスドミニオン                             | アメリカ合衆国 | 1986       | 営業終了 | [ 64 ] |
| ブレデクコースター（円山子供の国キッドランドからの移設）                       | スラバヤカーニバル・ナイトマーケット（閉園）   | インドネシア   | 2014       | 営業終了 | [ 65 ] |
| スカイライダー                                                                 | カナダズ・ワンダーランド                       | カナダ         | 1985       | 営業終了 | [ 66 ] |
| フリースタイル（カナダズ・ワンダーランドからの移設）                           | カヴァッリーノ・マット                         | イタリア       | 2015       | 営業中   | [ 67 ] |

### その他の遊戯機種

#### 遊園地での乗り物
- ルスツリゾート：ハートビート、宙返りロケット（営業終了）
- 円山子供の国キッドランド（閉園）：観覧車
- 北見ファミリーランド：ラウンドアップ
- 日立市かみね公園：大観覧車
- 東武動物公園：大観覧車（営業終了）、ブルンさんのGO!GO!スクールバス
- 西武園ゆうえんち：大観覧車（営業終了）
- 浅草花やしき：ファンキーダック（営業終了）、ザ・ニューヨーク（営業終了）
- 東京サマーランド：スターホイール
- としまえん（閉園）：ラウンドアップ
- 東京ドームシティアトラクションズ（後楽園ゆうえんち時代含む）：スカイサイクル（営業終了）、大観覧車（営業終了）
- よみうりランド：ロックンローラー（営業終了）、ラウンドアップ（営業終了）、大観覧車、スペースジェット（営業終了）
- ナムコ・ナンジャタウン：爆裂！蚊取り大作戦、トレビヴァンジェーロ（営業終了）
- ナムコ・ワンダーエッグ（閉園）：メビウスクリーク
- あらかわ遊園：観覧車（営業終了）
- 東京ディズニーランド：スプラッシュ・マウンテン
- さがみ湖リゾート プレジャーフォレスト：お山のかんらんしゃ
- 横浜ドリームランド（閉園）：ローターウェーブ、宙返りロケット、スカイサイクル
- 向ヶ丘遊園（閉園）：フライングステージ、ロックンロール、スピンカー、大観覧車
- 富士急ハイランド：ロッキースライダー（営業終了）
- 浜名湖パルパル：ワイルドストーム、カボチャーニとおでかけダックス
- 生駒山上遊園地：ワイルドストーム（営業終了）
- 鷲羽山ハイランド：レインボーワープ、ローターウェーブ、ローリングロケット
- 到津の森公園：観覧車
- グリーンパーク・響灘緑地：ひびきタワー（営業終了）

#### 主な乗り物
- クレージーハウス
- 飛行塔
- カルーセル
- ファミリータクシー
- HEY!タクシー
- メロディーペット
- GO!GO!パトカー
- はたらく消防車
- フレンドプロ野球バス
- SPACE SOLDIER
- こんなこいるかな号
- キッズレール電車でGO! (製造はトーゴ北日本)- 販売はタイトー。
- コアラのコーヒーカップ
- ドリームパンプキン

#### エレメカ
- モグラ退治
- UFO MOGURA
- 対抗もぐら
- Mr.MOGURA
- ちょーモグラ
- モギー＆モグリン
- ビッグタイトル
- 相撲-THE SUMO-
- 腕相撲
- くるくる絵あわせ
- カッパKO
- ベストピッチ
- ラブリーペンギン
- ステッパー
- マジックダンク
- ハングリーアニマル（1990年）
- ラインボール（1990年）
- シャークパニック
- ラッキーホルダーシリーズ
- Lucky DonDon
- スカッシュホッケー（1995年）
- ボウリングジュニア
- パーフェクトボール
- ムスティどっちむくの？
- バッドばつ丸のゴーゴーたまいれ
- アンパンマンのばいきんまんたいじ（1992年） - バンプレストと共同開発。

#### メダルゲーム
- スマボ
- スマートゴルフ
- フリップストライカーズ
- ラッキービンゴ
- ラッキーターゲット
- ディスコロン
- ザ・クサヤキュウ
- スロットパーク
- メダルスタジアム
- マジックカップ

## 株式会社トーゴサービス
株式会社トーゴサービスは、株式会社トーゴの関連会社のひとつ。整備協力会社として1974年に東洋整備株式会社を創業。その後1995年に株式会社トーゴサービスへ社名変更し、株式会社トーゴが製造販売した製品のうち、とりわけ遊戯施設の整備メンテナンスを行っていた。
現在は株式会社トーゴが廃業以前に製造した観覧車やローラーコースター等の遊園地の遊戯施設の修理、整備のほか、他社製造品の点検業務、一部新品で自社開発遊戯施設商品の販売を行っている。2013年と2015年には株式会社トーゴによって1988年に設置されたよみうりランドのバンデットに新車両を納入。2014年には横浜・八景島シーパラダイスのサーフコースターに新車両BLADEを納入し、サーフコースター リヴァイアサンにリニューアルするなど、既存設備の更新にも力を入れている。
株式会社トーゴJネットの破産以降、唯一の現存するトーゴグループの企業である。Webサイト上のロゴは株式会社トーゴと同じものを使用していたが、2023年の更新以降、株式会社トーゴのロゴは使用されなくなっている。一方で、トーゴグループのキャッチコピー「どんな時でも人の心から楽しさを奪うことはできない」は踏襲している。

## 株式会社トーゴJネット
株式会社トーゴJネットは、遊園地・室内遊技場・屋上プレイランドの企画・販売・リース・修理を行っていた企業である。株式会社トーゴ（1935年設立）の子会社、株式会社トーゴ九州として発足。2002年8月に独立し、福岡市南区に本社を置いていた。九州支店の業務を引き継ぎ、九州を拠点として営業を行っていた。独立してからもトーゴグループのキャッチコピー「どんな時でも人の心から楽しさを奪うことはできない」はそのまま使用されていたようである。株式会社トーゴの機器メンテナンスを継承して営業していたが、2019年5月10日に福岡地方裁判所から破産手続き開始決定を受けた。そして2022年8月17日に法人格が消滅した。

## 社史
- 松尾博志・東洋娯楽機『観覧車はまわる　東洋娯楽機50年と山田貞一の人生』東洋娯楽機、1981年